# Kanon Wakeshima
Kanon Wakeshima (分島 花音 Wakeshima Kanon?), född 3 juli 1988, är en japansk sångerska och cellist. Hennes låt "Still Doll" är eftertextmusik i animeadaptionen av mangaserien Vampire Knight. Hon klär sig framförallt i lolitastilen.

## Diskografi
Singlar
- "Still Doll" (2008)Oricon topplacering 33[2]
- "Suna no Oshiro" (砂のお城?) (2008) Oricon topplacering 39[3]

Album
- "Shinshoku Dolce" (侵食ドルチェ Shinshoku Doruche?) (2009)
- Shōjo Jikake no Libretto: Lolitawork Libretto (少女仕掛けのリブレット～LOLITAWORK LIBRETTO～?, A Libretto on What Makes a Girl Work) (2010)